# Brantice (stacja kolejowa)
Brantice – stacja kolejowa w Branticach, w kraju morawsko-śląskim, w Czechach pod adresem Brantice 179. Znajduje się na wysokości 385 m n.p.m. i leży na linii kolejowej nr 310.